# ANEC IV
El ANEC IV Missel Thrush fue un avión ligero biplaza británico de la década de 1920, construido por Air Navigation and Engineering Company Limited en Addlestone, Surrey.

## Diseño y desarrollo
El biplano ANEC IV fue diseñado por John Bewsher para la prueba de aviones ligeros de Lympne de 1926 para biplazas, equipados con motores de menos de 170 libras. No participó en la competición porque el tren de aterrizaje colapsó en un accidente de carreteo. En 1927, el único avión construido (matriculado G-EBPI) se vendió a un propietario privado, que reemplazó el motor radial Blackburne Thrush original por un motor Armstrong Siddeley Genet II. El propietario murió y el avión resultó destruido mientras competía en la Carrera de la Copa del Rey de 1928.

## Especificaciones (ANEC IV)
Referencia datos: British Civil Aviation since 1919 Volume I

### Características generales
- Tripulación: Dos
- Longitud: 6,6 m (21,5 ft)
- Envergadura: 8,5 m (28 ft)
- Altura: 2,4 m (8 ft)
- Superficie alar: 20 m² (215,3 ft²)
- Peso cargado: 522 kg (1150,5 lb)
- Planta motriz: 1× motor radial de tres cilindros refrigerado por aire Blackburne Thrush.
  - Potencia: 26 kW (36 HP; 35 CV)
- Hélices: Bipala de paso fijo

### Rendimiento
- Velocidad máxima operativa (Vno): 130 km/h (81 MPH; 70 kt)

## Aeronaves relacionadas

### Secuencias de designación
- Secuencia Romana (interna de ANEC): ANEC I - ANEC II - ANEC III - ANEC IV